# 浪花家市松・芳子
浪花家市松・芳子（なにわや いちまつ・よしこ）は、昭和期に活躍した夫婦漫才コンビ。戎橋松竹の看板として活躍。

## 来歴
市松は色黒で長身の細身、一方の芳子はぽっちゃり型。洋服の多くなっていく漫才の中で市松は終生和服で通したが、芳子は時に真っ白なすその長ドレスで舞台で三味線を弾く。それだけでいつも笑いがあったという。浪花節、演歌師の演歌、伊予節での逆さまに着た着物で踊る踊りやあらゆる音曲を取り入れた「歳末歌の蔵ざらえ」というネタがあった。
市松はもともと喜劇の出身で山村小安の門下で稲の家成幸といった、芳子は芸者、長唄の名取、などを経験しのちに安来節一座で出雲芳子を名乗っていた妻の芳子とコンビを組んで漫才に転じた。
市松は喜劇出身らしく、漫才に「俄」の見立ての要素を取り入れたアイデアを次々に考案する。
はじめ、市松は当り鉦、芳子は三味線という舞台であったが、やがて十八番となる「台所メロディ」（または「台所ジャズ」）という珍芸を考案する。鍋、釜、茶碗から皿小鉢などの台所道具一式、のみならず自動車のラッパや自転車のベルまでおよそ音の出るものはすべてワゴンに乗せて高座に登場し、芳子の三味線の「道頓堀行進曲」と合奏を始め市松は所狭しと舞台をコミカルに動き回りながら、ワゴンのものを叩く。一種の見立てである。
他にも「御膳獅子 二見浦初日出」というネタでは市松がざるを頭に被り、芳子が唐草模様の大きな風呂敷を肩から羽織り、市松の腰に手を当て獅子舞に見立て音曲に合わせ踊り、終わると両者が左右に離れ細い紐で繋ぎ合い、二見浦の夫婦岩と注連縄に見立て、最後は朱色の盆をかざして初日出を見立てて終わるという華やかで粋のあったネタがあった。このネタはめでたい席や会、日によく演じていた。
その他、戦後ストリップが流行ると、安物のカーテンを身に纏い、銀紙を張った星を胸に当ててスパンコールに。芳子の三味線に合わせて踊り、脱いでいって細身の体をチラリと見せる。これも「俄」風の見立てである。1959年に芳子が脳出血で亡くなり解散。
市松は松鶴家團之助や五條家松枝（芳子没後）と組んでいたこともある。

## メンバー
- 浪花家 市松（なにわや いちまつ、1899年 - 1962年4月26日）
- 浪花家 芳子（なにわや よしこ、本名：中西 みちの、1893年 - 1959年6月28日）

## 受賞歴
- 2001年  第6回上方演芸の殿堂入り

## 註
1. ↑  最初に漫才でミスワカナだと言われているがそれ以前にドレス姿で高座に立っている。